# Fruto múltiple

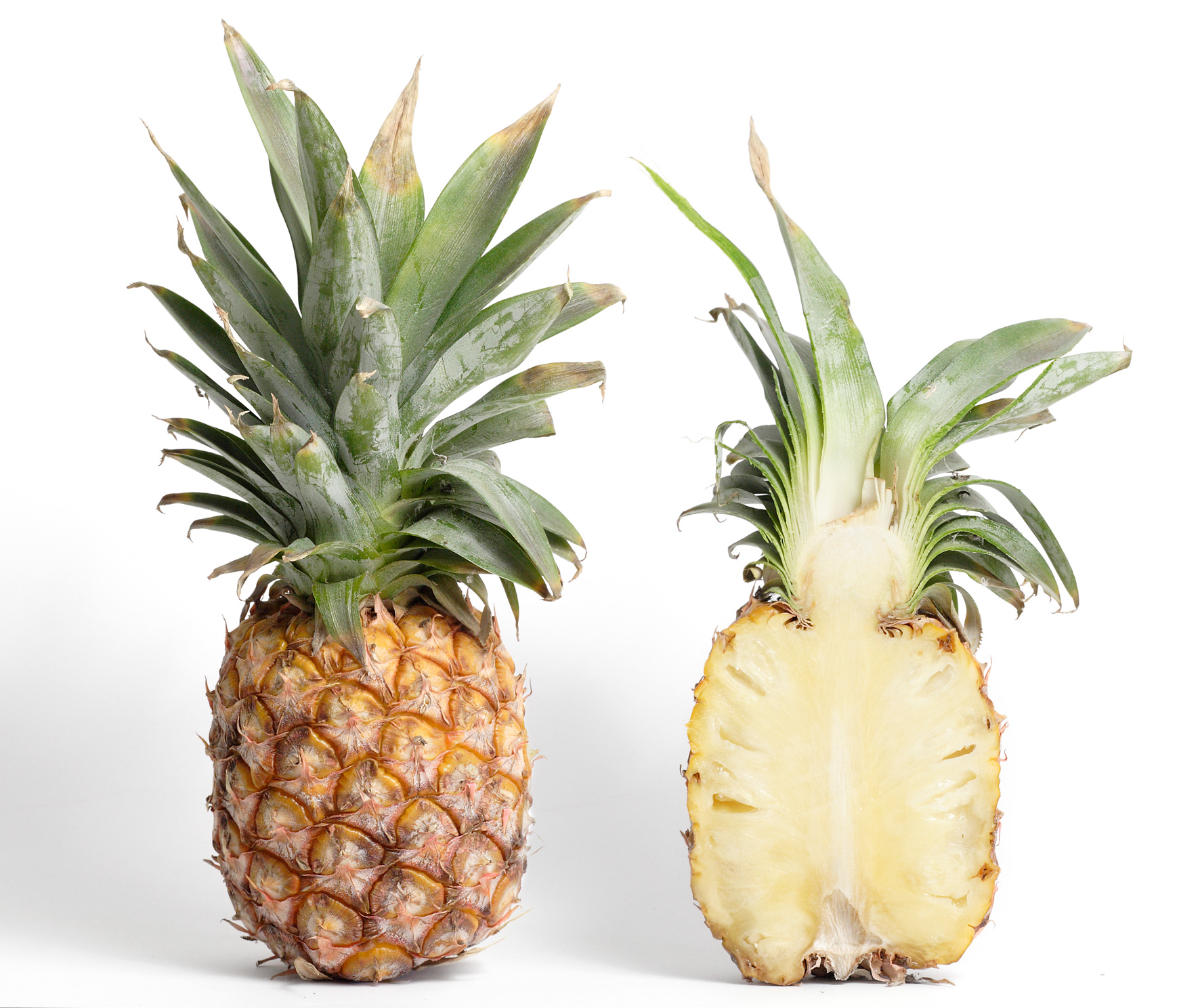
La piña es una especie de fruto múltiple.

Fruto múltiple es el fruto que se forma a partir de un conjunto de flores (conocida como Infrutescencia). Cada flor en la inflorescencia produce un fruto, pero éstas maduran en una sola masa. Algunos ejemplos son el higo, piña, morera, naranjo de Luisiana y árbol del pan.

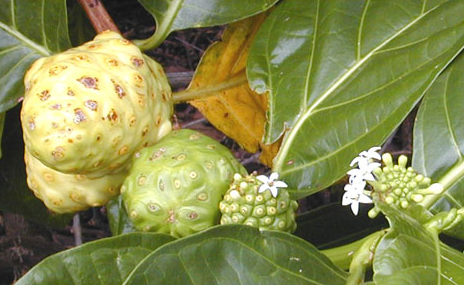
El noni. Las etapas de floración y desarrollo del fruto se producen simultáneamente en una sola rama.

En algunas plantas, como el noni, las flores se producen a distancias regulares a lo largo del tallo y es posible observar ejemplos de floración, desarrollo del fruto y maduración del fruto en la misma planta. Primero se produce una inflorescencia de flores blancas conocidas como una cabeza. Después de la fecundación, cada flor se convierte en una drupa, y en la medida que las drupas se desarrollan y se expanden, se convierten en connados y fusionan en un fruto carnoso múltiple, conocido como  sincarpo. También existen muchos frutos múltiples secos.
Otros ejemplos de frutos múltiples son:
- Plátano, varios aquenios de múltiples flores en una sola estructura de fruto
- Morera, múltiples flores forman un fruto
- Higo, múltiples flores forman un fruto (dentro del fruto)

Existen estructuras similares que no son frutos múltiples ya que se forman a partir de flores individuales que tienen más de una pistilo. Estos se conocen como frutos agregados. Algunos ejemplos son:
- Fresa, agregado de aquenios en un receptáculo carnoso
- Tulípero, agregado de samaras.
- Liquidámbar, agregado de cápsulas.
- Magnolia, agregado de folículos.